# لئو مارژان
لئو مارژان (فرانسوی: Léo Marjane‎; ۲۶ اوت ۱۹۱۲ – ۱۸ دسامبر ۲۰۱۶) خواننده اهل فرانسه بود. وی بین سال‌های ۱۹۳۱ تا ۱۹۵۷ میلادی فعالیت می‌کرد.
از فیلم‌ها یا برنامه‌های تلویزیونی که وی در آن نقش داشته‌است می‌توان به النا و مردانش و دو خواهر اشاره کرد.